# Татэнерго
АО «Татэне́рго» — региональная энергетическая компания России. Полное наименование — «Акционерное общество „Татэнерго“». Штаб-квартира компании расположена в Казани.

## История
Учреждено АО «Татэнерго» в 1999 году. Но свою историю компания отсчитывает с декабря 1931 года, когда 25 июня было создано районное управление государственных электрических станций ТАССР «Татэнерго».

## Деятельность
Являясь региональной компанией, обеспечивающей производство и распределение тепловой и электрической энергии на территории Республики Татарстан, ОАО «Татэнерго» включает в себя, в частности, генерирующую и сетевую компании, работающие только на территории своей республики.
Установленная электрическая мощность электростанций ОАО «Татэнерго» на 1 января 2008 года составляет 6 975 МВт, тепловая мощность — 15 032 Гкал/ч.
Состав акционеров
51 процент акций принадлежит Правительству Республики Татарстан, 49 процентов - АО «Связьнефтехиму», который, в свою очередь, полностью принадлежит Правительству Республики Татарстан.

## Структура
На 2008 год холдинг «Татэнерго» является структурой, занимающейся производством, передачей, распределением и сбытом электрической и тепловой энергии в Татарстане.
В холдинг входят:
- Материнская компания ОАО «Татэнерго» с уставным капиталом 15052 млн руб.
- ОАО «Генерирующая компания» — 6316.3 млн руб.
  - Тепловые станции:
    - Елабужская ТЭЦ
    - Заинская ГРЭС
    - Казанская ТЭЦ-1
    - Казанская ТЭЦ-2
    - Набережночелнинская ТЭЦ

  - Электростанции:
    - Нижнекамская ГЭС
- ОАО «Сетевая компания» — 5141.045 млн руб.
  - Альметьевские электрические сети
  - Бугульминские электрические сети
  - Буинские электрические сети
  - Елабужские электрические сети
  - Казанские электрические сети
  - Нижнекамские электрические сети
  - Набережночелнинские электрические сети
  - Приволжские электрические сети
  - Чистопольские электрические сети
- ЗАО «РДУ „Татэнерго“» — 7.3 млн руб.
- ОАО «Диспетчерский центр» — 491.58 млн руб.
- ОАО «Казанская теплосетевая компания» — 4 млрд руб.
- ОАО «Набережночелнинская теплосетевая компания» — 1850 млн руб.
- ООО «Уруссинские тепловые сети» — 100 тыс. руб.
- АО «Санаторий «Золотой Колос» в г. Сочи

С образованием в 2010 году ОАО «ТГК-16» в неё из «Татэнерго» перешли:
- Казанская ТЭЦ-3;
- Нижнекамская ТЭЦ (ПТК-1).